# Gods of Violence
Gods of Violence es el decimocuarto álbum de estudio de la banda de thrash metal alemana Kreator, lanzado el 27 de enero de 2017.

## Datos
Fue el primer álbum de estudio de la banda en casi cinco años, desde Phantom Antichrist (2012), marcando la mayor brecha entre dos álbumes de estudio en la carrera del grupo. Un videoclip para la pista del título del álbum fue lanzado el 18 de noviembre de 2016. Fue lanzada también una edición especial del álbum con un blu-ray/DVD bonus que contiene la actuación del grupo en Wacken 2014.

## Lista de canciones
| N.º | Título                   | Duración |  |
| 1.  | «Apocalypticon»          | 1:06     |  |
| 2.  | «World War Now»          | 4:28     |  |
| 3.  | «Satan Is Real»          | 4:38     |  |
| 4.  | «Totalitarian Terror»    | 4:45     |  |
| 5.  | «Gods of Violence»       | 5:51     |  |
| 6.  | «Army of Storms»         | 5:09     |  |
| 7.  | «Hail to the Hordes»     | 4:02     |  |
| 8.  | «Lion with Eagle Wings»  | 5:22     |  |
| 9.  | «Fallen Brother»         | 4:37     |  |
| 10. | «Side by Side»           | 4:19     |  |
| 11. | «Death Becomes My Light» | 7:26     |  |

## Créditos
- Miland "Mille" Petrozza – voz, guitarra
- Sami Yli-Sirniö – guitarra
- Christian "Speesy" Giesler – bajo
- Jürgen "Ventor" Reil – batería